# Saraya Ansar al-Sunnah
Saraya Ansar al-Sunnah (en árabe: سرايا أنصار السنة) es una organización militante islamista que opera en Siria y Líbano, descrita como un grupo antichiíta, antialauita, antidrusa y anticristiana.

## Historia
Fue fundado el 1 de febrero de 2025, por Abu Aisha al-Shami, quien había abandonado Hay'at Tahrir al-Sham tras percibir que el grupo era indulgente con los chiítas y los alauitas. Ese mismo día, se atribuyó la responsabilidad de un ataque que mató a 12 alauitas en Arzah, y sus combatientes atacaron Tell Dahab y mataron a cinco exmiembros de seguridad del gobierno baazista. También se atribuyeron la responsabilidad del asesinato de 10 aldeanos chiítas en Hama.
El grupo afirmó que su único motivo era continuar los ataques hasta que los musulmanes chiítas y alauitas fueran totalmente "eliminados" de Siria o desplazados a otros países. El grupo está descentralizado y no tiene una sede formal. El grupo se opone a los esfuerzos del gobierno de transición para indultar a antiguos miembros del gobierno baazista.
El grupo acusó a HTS de "abandonar sus ideas originales de construir un estado islámico" y de "ser demasiado blando" ante la "amenaza nusairi y rafidita". Asimismo, indicaron que "terminarían lo que empezaron".
El grupo ha formado escuadrones de lobos solitarios que están presentes en varias regiones de Siria en células de cinco a doce personas, que operan de forma autónoma y no tienen puntos de despliegue permanentes ni sedes. Tampoco conocen la identidad ni la ubicación de los demás.
El 9 de abril de 2025, declaró que había matado a 20 alauitas durante la semana anterior, y el Instituto para el Estudio de la Guerra comparó su retórica con la "ideología de Al Qaeda y el Estado Islámico". 
El 10 de mayo, el grupo publicó una declaración en la que se declaraba activo en la ciudad de Trípoli, Líbano, amenazando con "atacar a los apóstatas entre los nusayris, los rawafed y los drusos" allí.
El 21 de mayo, el periódico An-Nahar publicó una entrevista con Abu al-Fath al-Shami, quien afirmó que la organización militante se fundó en secreto en Idlib antes de la caída del anterior gobierno sirio. Según él, la organización salió del secretismo para distanciarse públicamente del régimen de Ahmad al-Sharaa, a quien describió como un tirano poco confiable. También afirmó que la organización contenía miembros que habían desertado de HTS, junto con desertores de otras milicias y civiles que se habían unido al grupo. Al describir las prioridades de la organización, afirmó que actualmente no ven la necesidad de enfrentarse a las fuerzas militares del régimen de transición sirio, a pesar de haberlos declarado apóstatas. Según él, la organización está actualmente centrada en atacar a los alauitas, drusos, chiítas y las Fuerzas Democráticas Sirias en el noreste de Siria.
El 10 de junio de 2025, Saraya Ansar al-Sunnah se atribuyó la responsabilidad de matar a un exmiembro del régimen de Assad y herir a otro en Dijabijja, Gobernación de Homs, y de matar a un hombre alauita en Tartús. 
El 22 de junio de 2025, un atacante abrió fuego y detonó un dispositivo explosivo dentro de la Iglesia Ortodoxa Griega Mar Elias, ubicado en Damasco, mientras la gente rezaba matando al menos a 25 personas e hiriendo a otras 63. El Ministerio del Interior sirio afirmó que el Estado Islámico era responsable del ataque, mientras que el grupo se atribuyó la responsabilidad del mismo. 

## Relaciones con el Estado Islámico
Según el Instituto para el Estudio de la Guerra, el grupo "parece apoyar el  Estado Islámico y compartir su ideología extremista". Si bien, el grupo ha negado cooperar con dicha organización, ha declarado que dicha cooperación "podría darse en el futuro y se anunciará en el momento". Abu al-Fath al-Shami, declaró que el grupo no ha jurado lealtad al líder del Estado Islámico ni está afiliada a él, pero añadió que "quien esté de acuerdo con nosotros en el monoteísmo puro y la yihad sincera cuenta con nuestra hermandad".